# Національний олімпійський комітет Туреччини
Національний олімпійський комітет Туреччини (тур. Türkiye Millî Olimpiyat Komitesi) — організація, що представляє Туреччину в міжнародному олімпійському русі. Заснований у 1908 році; зареєстровано в МОК в 1911 році.
Штаб-квартира розташована в Стамбулі. Є членом МОК, ЄОК та інших міжнародних спортивних організацій. Здійснює діяльність по розвитку спорту в Туреччині.